# Ninnan Santesson

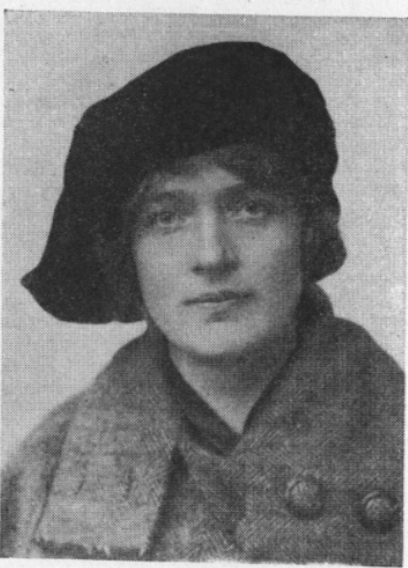
Ninnan Santesson, um 1940

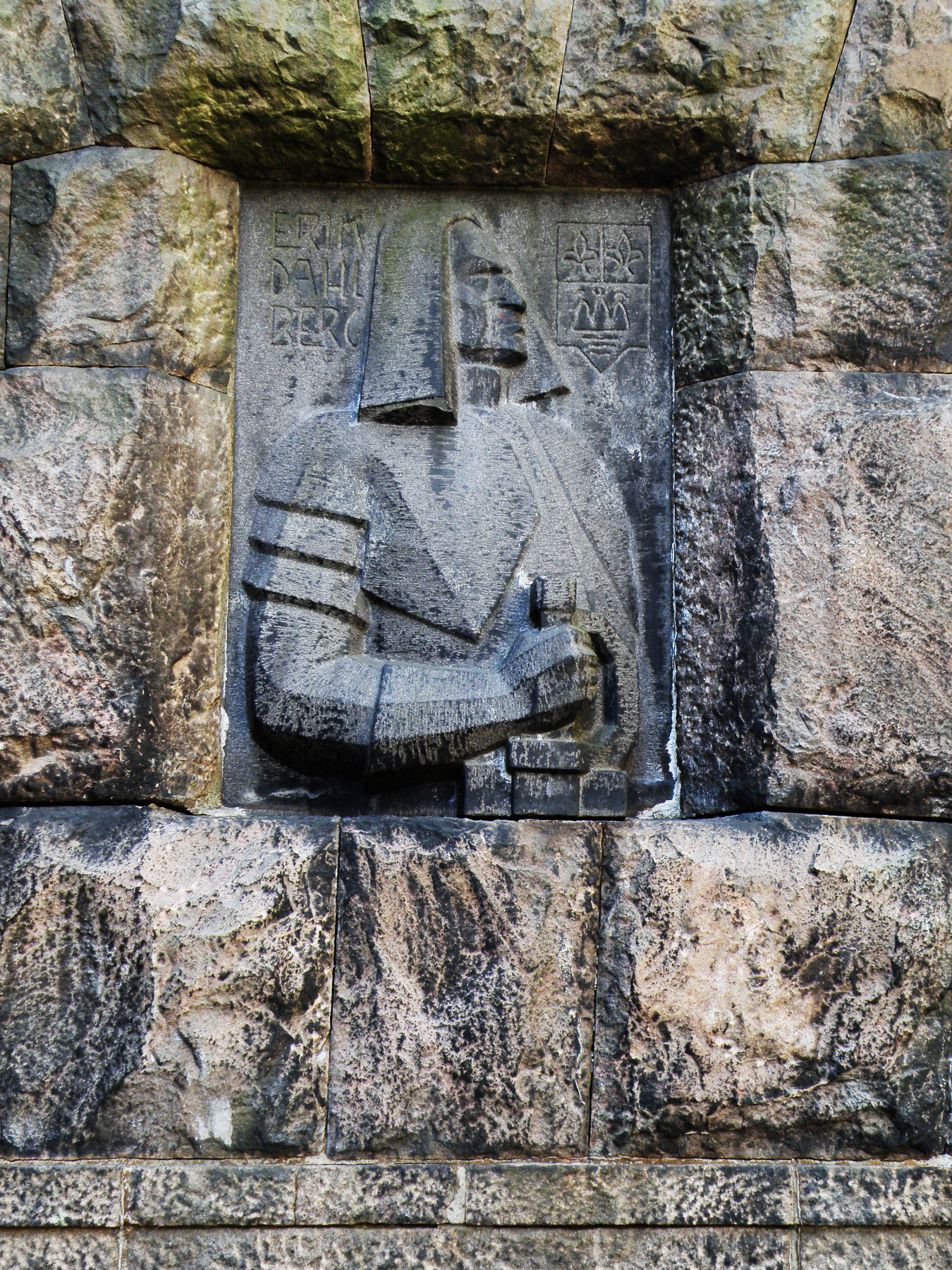
Erik-Dahlberg-Relief, Göteborg

Gertrud Paulina (Ninnan) Santesson (* 14. Dezember 1891 auf Gut Tjolöholm, Gemeinde Kungsbacka; † 14. Januar 1969 in Stockholm) war eine schwedische Bildhauerin und Grafikerin.

## Leben
Santessons Vater war Gutsbesitzer und sie hatte eine ältere sowie eine jüngere Schwester. Das heutige Schloss wurde erst nach dem Umzug der Familie nach Södermanland gebaut, der 1892 erfolgte. Nach dem Tod des Vaters übersiedelte die Familie nach Stockholm, wo Santesson an der Technischen Hochschule sowie an der Kunstakademie studierte. Ihre Mentorin war die Bildhauerin Sigrid Blomberg. Im Jahr 1913 unternahm Santesson zusammen mit einer Freundin eine Studienreise nach Paris, wo sie sich mit Croquis und Skulpturen beschäftigte. Als 1914 der Erste Weltkrieg ausbrach, floh sie nach Algier. Schon zuvor hatte sie ihren Bräutigam Engelbert Bertel-Nordström getroffen, mit dem sie von 1917 bis 1928 verheiratet war.
Wieder in Schweden schuf Santesson in Göteborg ein Relief zu Ehren des Feldmarschalls und Architekten Erik Dahlberg. Sie beteiligte sich an Arbeiten ihres Mannes in der Masthuggskirche in Göteborg und gestaltete ein Kruzifix. Ein weiteres Werk ist die Skulptur Den sista atenaren (Der letzte Athener). Santessons Darstellung von Karin Boye wechselte seinen Platz öfter zwischen dem Gelände vor der Göteborger Stadtbibliothek und dem Park der Gartenvereinigung. Auch wenn sich Santesson mit der Beteiligung an Ausstellungen zurückhielt, so existieren von ihr viele Skulpturen im öffentlichen Raum und Zeichnungen in vielen Sammlungen. Drei Werke befinden sich im Schwedischen Nationalmuseum.
Politisch verfasste Santesson Protestbriefe, in denen sie das Frauenwahlrecht forderte. Nach Ausbruch des Zweiten Weltkrieges nahm sie norwegische und deutsche Flüchtlinge in ihrem Haus bei Stockholm auf. Zu diesen zählte auch Bertolt Brecht und seine Familie. Als sie 1941 eine Botschaft nach Norwegen brachte, wurde sie für Spionage zwei Monate arrestiert.